# Megachile luangwae
Megachile luangwae är en biart som beskrevs av Meade-waldo 1913. Megachile luangwae ingår i släktet tapetserarbin, och familjen buksamlarbin. Inga underarter finns listade i Catalogue of Life.